# 中国人民解放军空军通信士官学校
中国人民解放军空军通信士官学校，简称空军通信士官学校，位于辽宁省大连市，隶属中国人民解放军空军，主要承担空军通信专业的士官培训任务。

## 沿革
- 1986年10月，以沈阳军区空军通信教导队、政工教导队为基础，组建中国人民解放军空军大连士官学校，执行旅级权限，隶属沈阳军区空军。这是中国人民解放军首批成立的两所士官学校之一，也是中国人民解放军空军第一所士官学校[2]。成立时是中国人民解放军全军编制级别和培训层次最低的学校[3]。1986年10月8日，学校成立大会举行[4]。
- 建校初期，学校第一届党委作出《用雷锋精神建校育人的决定》，由此学雷锋成为该校的传统[5]。
- 1992年8月，更名中国人民解放军空军大连通信士官学校。
- 1999年12月，执行师级权限，实行校、系、队三级体制。
- 2001年，转隶直属于中国人民解放军空军。
- 2017年，在深化国防和军队改革中，更名中国人民解放军空军通信士官学校[6]。

## 历任领导
| 校长 - 承志祥（1986年—？） …… - 张公良（？—？） - 张军（？—？） - 王忠江（？—） | 政治委员 - 刘玉海（1986年—？） …… - 尹燕广（？—2012年） - 潘恒卫（2012年—） |